# Église catholique à la Dominique

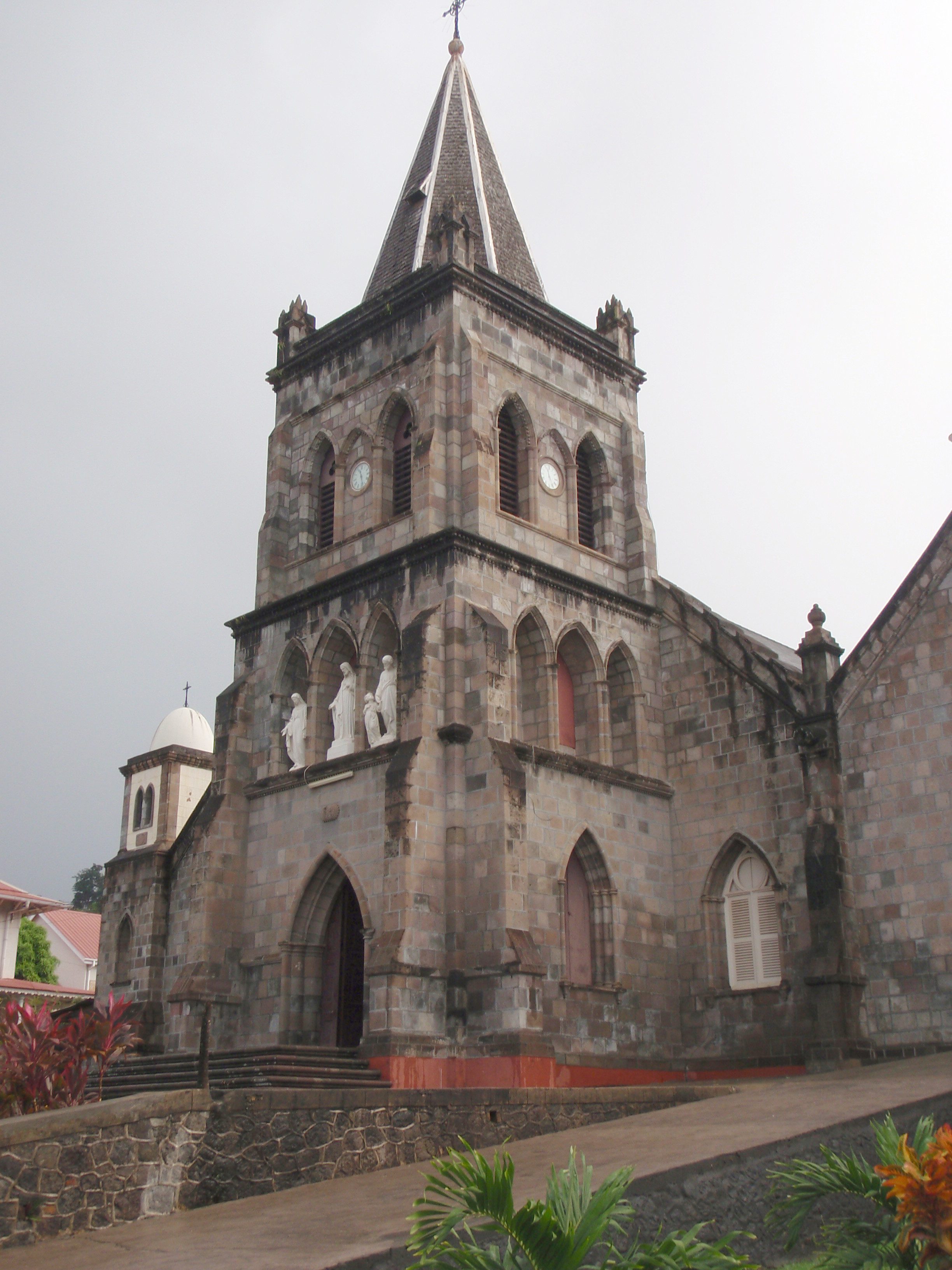
Cathédrale Notre-Dame de Fair Haven, siège du diocèse.

L’Église catholique à la Dominique est partie intégrante de l’Église catholique. Elle regroupe l'ensemble des chrétiens de la Dominique qui reconnaissent l'autorité du pape. Avec 61,4% des 73 449 habitants de la Dominique, elle représente la communauté religieuse la plus importante. 

## Organisation
Le pays ne comprend qu'un seul diocèse.
- Diocèse de Roseau, suffragant de l'archidiocèse de Castries.

## Cardinal
- Kelvin Edward Felix (1933-2024), archevêque émérite de Castries est nommé cardinal par le pape François lors du consistoire du 22 février 2014. Il devient ainsi le premier cardinal dominiquais. Cependant au moment de sa nomination il est âgé de plus de 80 ans et ne prendra pas part au prochain conclave.